# Clemens Krauss

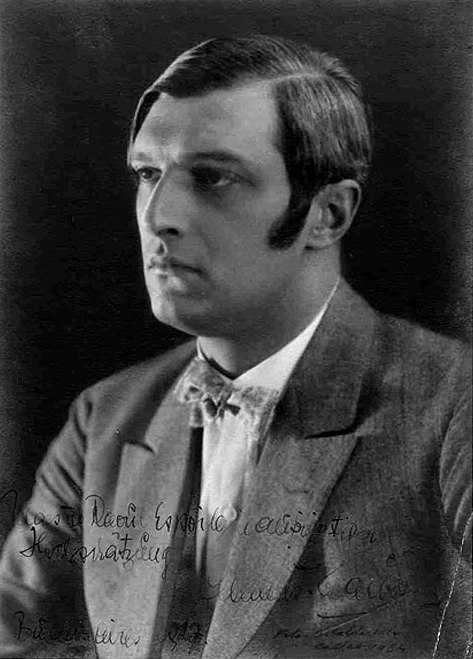
Clemens Krauss

Clemens Krauss (Wenen, 31 maart 1893 - Mexico-Stad, 16 mei 1954) was een Oostenrijks dirigent.
Krauss begon zijn loopbaan in 1912 in Brünn, en werkte in de jaren twintig met de Grazer Oper, de Wiener Philharmoniker en de Berliner Staatsoper.
Van 1929 tot 1934 was hij muzikaal directeur van de Weense staatsopera.
Van 1937 tot 1940 was hij algemeen directeur en van 1937 tot 1944 muzikaal directeur van de Bayerische Staatsoper. Van 1937 tot 1944 was hij ook eerste dirigent van het Bayerisches Staatsorchester.
Krauss is ook de grondlegger van het Neujahrskonzert der Wiener Philharmoniker, dat voor het eerst op 31 december 1939 werd gespeeld. Sinds 1941 wordt dit concert jaarlijks op nieuwjaarsdag uitgevoerd.
Als vriend van Richard Strauss geldt Krauss als een belangrijk uitvoerder van deze componist.
- Bibsys: 90413205
- Biblioteca Nacional de Chile: 000772365
- Biblioteca Nacional de España: XX894552
- Bibliothèque nationale de France: cb12341368g (data)
- Catàleg d'autoritats de noms i títols de Catalunya: 981058509923806706
- CiNii: DA06838396
- Gemeinsame Normdatei: 11871578X
- International Standard Name Identifier: 0000 0001 0857 2079
- Library of Congress Control Number: n82101528
- Nationale Bibliotheek van Letland: 000171901
- MusicBrainz: 465f522e-7c3f-4078-a259-62ec78afdd7a
- Nationale Bibliotheek van Tsjechië: xx0125183
- Nationale bibliotheek van Australië: 35712504
- Nationale Bibliotheek van Israël: 987007264111805171
- Nationale Bibliotheek van Polen: a0000002530989
- Nationale en Universitaire bibliotheek Zagreb: 000263172
- Nederlandse Thesaurus van Auteursnamen: 070624909
- Réseau des bibliothèques de Suisse occidentale: 02-A003473117
- Istituto Centrale per il Catalogo Unico: TO0V076384
- SNAC: w6v69n4q
- Système universitaire de documentation: 032371233
- Trove: 1053408
- Virtual International Authority File: 46833777
- WorldCat: E39PBJg8Jr7PJgHdDJHmjhYXVC